# (1388) Aphrodite
Pour les articles homonymes, voir Aphrodite (homonymie).
(1388) Aphrodite est un astéroïde de la ceinture principale découvert le 24 septembre 1935 par l'astronome belge Eugène Joseph Delporte.

## Historique
Le lieu de découverte, par l'astronome belge Eugène Joseph Delporte, est Uccle.
Sa désignation provisoire, lors de sa découverte le 24 septembre 1935, était 1935 SS.

## Caractéristiques
Sa distance minimale d'intersection de l'orbite terrestre est de 1,749 740 ua.

## Compléments